# Back to the Future (musical)
Back to the Future é um musical com música e letra de Alan Silvestri e Glen Ballard, e libreto de Robert Zemeckis e Bob Gale, adaptado do roteiro original também de ambos. Baseado no filme  homônimo de 1985, o musical apresenta músicas originais ao lado de sucessos do filme, incluindo "The Power of Love" e "Johnny B. Goode".
O musical foi originalmente previsto para fazer sua estreia mundial em West End, em Londres, em 2015, o ano em que os personagens da trilogia viajaram na Parte II . No entanto, depois que o diretor Jamie Lloyd deixou a produção em agosto de 2014 devido a "diferenças criativas" com Zemeckis, a data de lançamento da produção foi adiada para 2016. Em maio de 2019, foi anunciado que a peça estrearia no Manchester Opera House em fevereiro de 2020, antes de uma transferência prevista para West End. O musical é estrelado por Olly Dobson, interpretando Marty McFly, e Roger Bart, vencedor do Tony Award, como Doc Brown.

## Produção
Durante uma sessão de perguntas e respostas em a Convenção DeLorean em 2004, Bob Gale disse que "De Volta para o Futuro daria um musical ótimo da Broadway. Então, algum dia, talvez possa acontecer. É algo que eu gostaria de ver. " Em fevereiro de 2012, foi revelado pela primeira vez que uma adaptação musical do filme estava sendo desenvolvida e havia sido estudada por cerca de oito anos. Os workshops do musical aconteceram em 2014, sendo em Londres em julho e em Los Angeles no mês seguinte, com a intenção de estrear no West End em 2015, em tempo do 30º aniversário do filme.
O filme alcançou sucesso nas bilheterias, faturando mais de 380 milhões de dólares.
 Conta a história de Marty McFly, um adolescente de 1985 que é acidentalmente mandado de volta no tempo para 1955 por meio de um DeLorean. Ele acaba conhecendo seus pais quando eles ainda estvam no ensino médio e sua mãe sente-se atraída por ele. Marty tem que, então, reparar os danos causados à história, fazendo com que seus pais se apaixonem, e com a ajuda do cientista Dr. Emmett "Doc" Brown (Lloyd), ele deve encontrar uma maneira de voltar para 1985. De Volta para o Futuro marcou o início de uma franquia de sucesso, tornando-se uma trilogia com a receita total dos três filmes chegando a mais de 936 milhões de dólares.
Inicialmente, Jamie Lloyd dirigiria o musical, mas se retirou do projeto em setembro de 2014, citando diferenças criativas com Bob Gale. A retirada de Lloyd da produção deveria atrasar a estreia mundial até pelo menos 2016, e um novo diretor foi procurado. Em 17 de maio de 2019, foi anunciado que a peça estrearia mundialmente em fevereiro de 2020, cinco anos depois do originalmente planejado, no Manchester Opera House e, em seguida, no West End. É adaptado por Robert Zemeckis e Bob Gale do roteiro de 1985, com direção de John Rando, coreografia de Chris Bailey, cenografia e figurino de Tim Hatley, design de vídeo de Finn Ross, iluminação de Hugh Vanstone, direção de luta e acrobacias de Maurice Chan e efeitos de Chris Fisher.  O compositor dos filmes, Alan Silvestri, e Glen Ballard compuseram uma nova trilha sonora, além da adição de músicas originais do filme, incluindo "The Power of Love" e "Johnny B. Goode". O design de som é de Gareth Owen,  supervisão musical e arranjos vocais de Nick Finlow  e orquestrações de Ethan Popp.  O atraso na produção levou a várias mudanças na equipe criativa original, com Soutra Gilmour se retirando como designer, Jon Clark como designer de iluminação,  Alan Williams como supervisor musical  e Andrew Willis como consultor de skate.
Enquanto discutia o projeto, o escritor Bob Gale disse que a versão de palco "recontaria nossa história no palco de uma maneira totalmente nova".

## Elenco e personagens
| Personagem                   | Elenco da Estreia Mundial |
| ---------------------------- | ------------------------- |
| Marty McFly                  | Olly Dobson               |
| Dr. Emmett Brown             | Roger Bart                |
| George McFly                 | Hugh Coles                |
| Lorena Baines-McFly          | Rosanna Hyland            |
| Goldie Wilson / Marvin Berry | Cedric Neal               |
| Biff Tannen                  | Aidan Cutler              |
| Jennifer Parker              | Courtney-Mae Briggs       |
| Gerald Strickland            | Mark Oxtoby               |
| Dave McFly                   | Will Haswell              |
| Linda McFly                  | Emma Lloyd                |

## Músicas
1º Ato
- It's Only a Matter of Time
- Wherever We're Going
- Hello - Is Anybody Home?
- It Works
- Cake and Eat It Too
- Good at Being Bad
- Gotta Start Somewhere
- My Myopia
- Pretty Baby
- Future Boy
- Hill Valley High School Fight Song
- Something About That Boy

2º Ato
- 21st Century
- Put Your Mind To It
- For the Dreamers
- Deep Diving
- Earth Angel
- Johnny B. Goode
- The Power of Love
- Back in Time